# Lowell Thomas
Lowell Jackson Thomas (Woodington, 6 april 1892 - New York, 29 augustus 1981) was een Amerikaans schrijver, journalist, filmregisseur en -producer. Thomas is schrijver van een groot aantal boeken en heeft een ster op de Walk of Fame in Hollywood.

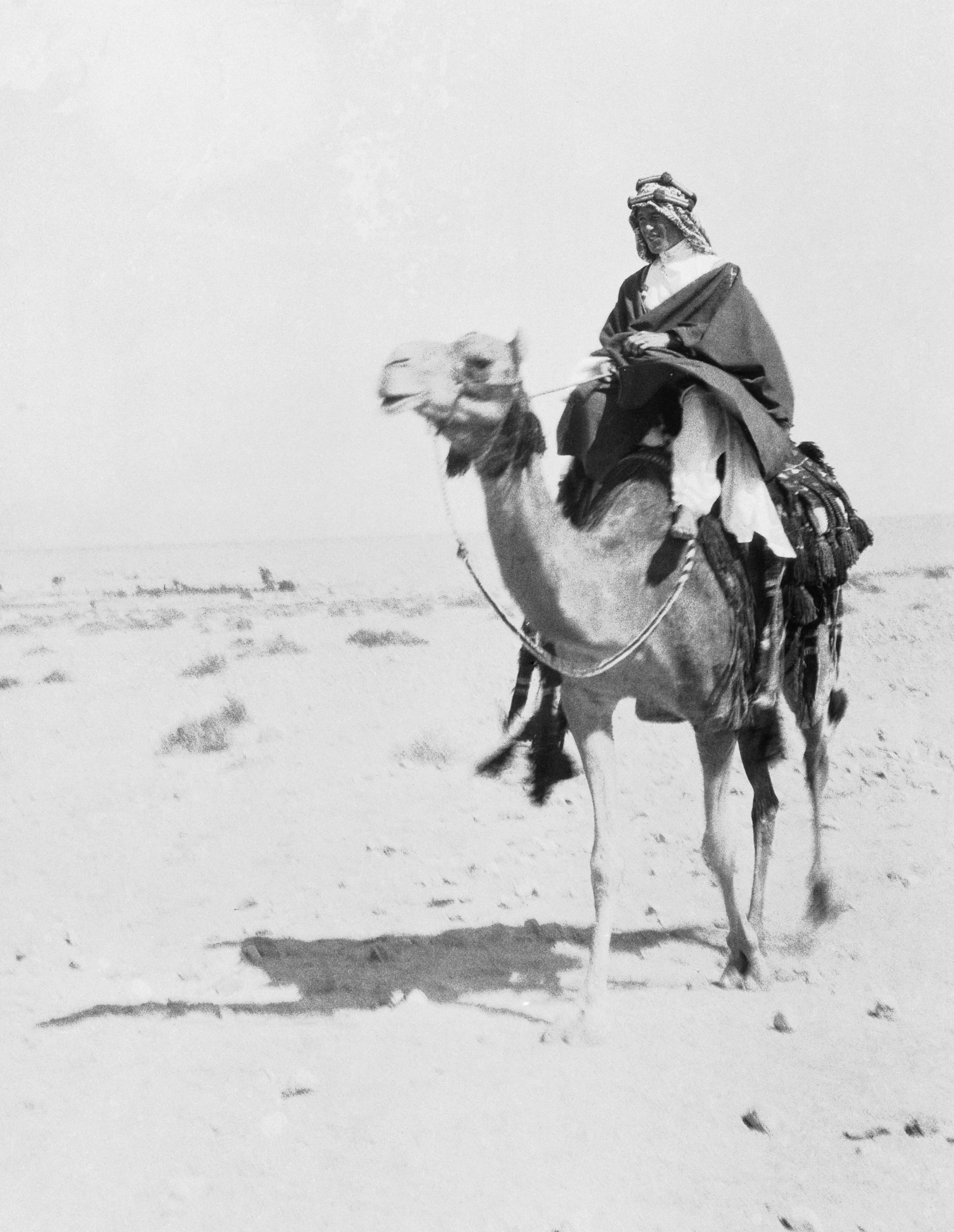
Thomas in Lawrence in Arabia

Beroemd werden zijn filmopnamen van de Britse kolonel Thomas Edward Lawrence tijdens de Eerste Wereldoorlog in 1918. Van de beelden produceerde hij de film With Allenby in Palestine and Lawrence in Arabia. Hij trok ermee de wereld rond, waarbij hij zelf met een gedramatiseerde stem als verteller optrad. Dit leidde tijdens de vertoning soms tot dans en taferelen voor het filmdoek. Zijn film werd in 1962 opnieuw verfilmd in Lawrence of Arabia.
Vlak voor de invasie van Tibet door het Chinese rode leger (1950-51) werden hij en zijn zoon door de Tibetaanse autoriteiten gevraagd het land te filmen. Hij en zijn zoon Lowell Thomas jr. werden onder andere in staat gesteld een zeldzaam interview te houden op het Potala-paleis. De film Out of this World werd een uniek document over Tibet aan het eind jaren '40 en daarmee feitelijk gedurende vele eeuwen ervoor.
- Bibsys: 90960501
- Bibliothèque nationale de France: cb140644481 (data)
- Catàleg d'autoritats de noms i títols de Catalunya: 981058521527506706
- CiNii: DA02395001
- Gemeinsame Normdatei: 101885276X
- International Standard Name Identifier: 0000 0001 1623 1813
- Library of Congress Control Number: n79139713
- Nationale Bibliotheek van Letland: 000060750
- MusicBrainz: 155e29ff-4c53-4b5d-ad4e-b01f2abd1d4e
- National Archives and Records Administration: 10582856
- Bibliotheek van het Japanse parlement: 00458627
- Nationale Bibliotheek van Tsjechië: xx0089513
- Nationale bibliotheek van Australië: 36567455
- Nationale Bibliotheek van Israël: 987007515455905171
- Nederlandse Thesaurus van Auteursnamen: 068610017
- Istituto Centrale per il Catalogo Unico: RAVV077460
- SNAC: w62n54qz
- Système universitaire de documentation: 060594136
- Trove: 1296893
- Virtual International Authority File: 38203361
- WorldCat: E39PBJdCkQ7WdtxW3Kdvg9tR8C